# Fraunhofer-Institut für Naturwissenschaftlich-Technische Trendanalysen INT
Das Fraunhofer-Institut für Naturwissenschaftlich-Technischen Trendanalysen (INT) ist eine Einrichtung der Fraunhofer-Gesellschaft. Es hat seinen Sitz in Euskirchen und beschäftigt sich mit den Themen Technologieanalyse und Technologievorausschau, Sicherheitsforschung, Forschungsplanung sowie der Erforschung von nuklearen und elektromagnetischen Effekten.

## Geschichte
Das Fraunhofer INT geht auf eine Projektgruppe des Instituts für Reine und Angewandte Kernphysik der Christian-Albrechts-Universität zu Kiel zurück. Die in den sechziger Jahren gegründete Gruppe sollte im Auftrag vom Bundesministerium der Verteidigung und mit Verwaltungshilfe der Fraunhofer-Gesellschaft Grundlagen zum Schutz von Wehrmaterial gegen die Wirkung von Kernwaffen erarbeiten. 1968 entstand aus der Projektgruppe das eigenständige, in Stohl bei Kiel ansässige Institut für Strahlenschutz, welches sich zunehmend auch mit den Bereichen Wehrtechnische Vorausschau, Trendanalysen und Prognosen beschäftigte. 1974 wurde das Institut für Strahlenschutz unter dem neuen Namen Institut für Naturwissenschaftlich-Technische Trendanalysen offiziell in die Fraunhofer-Gesellschaft aufgenommen. Durch die enge Zusammenarbeit mit dem BMVg kam es ab 1977 zum Umzug nach Euskirchen. Im April 2024 hat die Fraunhofer-Gesellschaft bekanntgegeben, dass das Institut in das Fraunhofer FKIE integriert wird.

## Forschungsschwerpunkte
Das Fraunhofer INT umfasst zwei große Themenbereiche, welche jeweils von einer wissenschaftlichen Fachabteilung bearbeitet werden. Dies sind zum einen die Abteilung Technologieanalysen und Strategische Planung (TASP) und die Abteilung Nukleare und Elektromagnetische Effekte (NE). Die Abteilungen sind wiederum untergliedert in sechs Geschäftsfelder und zwei unterstützende Gruppen:
Die Abteilung TASP beschäftigt sich mit technologischen Zukünften, der Technologievorausschau, Innovationsmanagement und unterstützt auf dieser Basis langfristige Forschungsplanung. Sie ist unterteilt in folgende Geschäftsfelder:
- Wehrtechnische Zukunftsanalyse ist für den militärischen Bereich zuständig und bündelt die Aufgabenfelder von TASP für Auftraggeber, wie das Bundesministerium der Verteidigung.[5]
- Öffentliche Technologie- und Innovationsplanung führt Forschung für öffentliche, nicht-militärische Auftraggeber wie die Europäische Kommission, das EU-Parlament und andere nationale und internationale Akteure durch.[6]
- Corporate Technology Foresight unterstützt die strategische Planung von Unternehmen aus den unterschiedlichsten Branchen.[7]
- Gruppe: Tools und Methoden entwickelt und verbessert Werkzeuge und Methoden der Zukunftsforschung und Planungsunterstützung, wie beispielsweise ein Assistenzsystem zur Technologiefrüherkennung, für die wissenschaftliche Begleitung der Arbeiten  in der Abteilung TASP.[8]

Die Abteilung NE beschäftigt sich mit experimenteller und theoretischer Forschung zu ionisierender und elektromagnetischer Strahlung, deren Effekte auf elektronische Bauteile und Detektionsverfahren. Sie umfasst folgende Geschäftsfelder:
- Nukleare Sicherheitspolitik und Detektionsverfahren führt theoretische Simulationen und experimentelle Messungen durch, um Verfahren zur Identifikation von nuklearen und radioaktiven Materialien zu erforschen und zu entwickeln.[9]
- Elektromagnetische Effekte und Bedrohungen beschäftigt sich mit elektromagnetischen Feldern, welche Auswirkung diese auf Elektronik haben können und entwickelt Messverfahren dafür.[10]
- Nukleare Effekte in Elektronik und Optik erforscht die Wirkung von ionisierender Strahlung und führt Bestrahlungstests mit elektronischen, optoelektronischen und optischen Bauteile und Systeme durch.[11]
- Gruppe: Wissenschaftlich-Technische Infrastruktur, unterstützt die Abteilung NE mit einer feinmechanischen Werkstatt und einer Elektronik-Werkstatt zur Herstellung und Instandhaltung von speziellen Teilen und Elektronik für Experimente.[12]

## Kooperationen
Das Institut ist eines von zehn Mitgliedern des „Fraunhofer-Verbund Verteidigungs- und Sicherheitsforschung“, auch Fraunhofer-Verbund VVS genannt. In diesem Verbund bündeln sich alle fachlich verwandten Institute zum Thema Verteidigung und Sicherheit. Ziel ist es, mögliche Gefahren sowohl im zivilen als auch im wehrtechnischen Bereich frühzeitig zu erkennen, diese zu vermeiden und Folgeschäden möglichst gering zu halten.
Das Fraunhofer INT ist außerdem eins von vier Gründerinstituten des „Fraunhofer-Verbund Innovationsforschung“, welcher im Juli 2017 seine Arbeit aufgenommen hat. Im Fokus des Verbunds steht die Stärkung des forschungs-, technologie- und innovationspolitischen Dialogs zwischen Politik, Wirtschaft, Gesellschaft und der Fraunhofer-Gesellschaft.
Auf Initiative des Fraunhofer INT wurde 2013 außerdem die „Fraunhofer-Allianz Space“ gegründet, deren Sprecher Michael Lauster, Institutsleiter des INT, ist. Es handelt sich dabei um einen Zusammenschluss von 15 Fraunhofer-Instituten, welche einen Beitrag zur angewandten Forschung im Bereich Raumfahrttechnologie leisten. Die „Fraunhofer-Allianz Space“ forscht in den Fachbereichen Kommunikation, Navigation, Materialien, Elektronik, optische Systeme, Schutztechnologien und Sensorsysteme.
Im universitären Bereich besteht eine Zusammenarbeit mit der Rheinisch-Westfälischen Technischen Hochschule Aachen (RWTH Aachen) in Form des Lehrstuhls für Technologieanalyse und -vorausschau in der Sicherheitsforschung, den Michael Lauster innehat. Darüber hinaus kooperiert das Institut mit der Hochschule Bonn Rhein-Sieg im Bereich Technologiemanagement und Technologievorausschau sowie der Hochschule Ravensburg-Weingarten im Themenfeld Technologievorausschau und technologische Zukünfte.

## Infrastruktur
Das Institut beschäftigt ca. 120 Mitarbeiter, davon über 60 Wissenschaftler aus den Bereichen Natur- und Ingenieurwissenschaften, aber auch aus den Wirtschafts-, Geistes- und Sozialwissenschaften. Das Haushaltsvolumen des Fraunhofer INT umfasste im Geschäftsjahr 2018 rund 10 Mio. €. Das Institut erhält dabei eine Regelgrundfinanzierung von Bund und Ländern und eine Grundfinanzierung des Bundesministeriums der Verteidigung. Den Rest des Haushalts erwirtschaftet das Fraunhofer INT durch die Vertragsforschung mit Auftraggebern wie Unternehmen aus der Industrie, der öffentlichen Hand sowie Verbänden oder Organisationen, national und international.